# Marsha Hunt (attrice)
Marsha Virginia Hunt (Chicago, 17 ottobre 1917 – Los Angeles, 7 settembre 2022) è stata un'attrice statunitense, attiva sul piccolo e grande schermo fin dal 1935 e inserita nella blacklist dello HCUA negli anni cinquanta.

## Premi e riconoscimenti
- Stella alla Hollywood Walk of Fame (Televisione), 6658 Hollywood Blvd.

## Filmografia parziale

### Cinema
- Desert Gold, regia di James P. Hogan (1936)
- Il sentiero della vendetta (Born to the West), regia di Charles Barton (1937)
- La voce nell'ombra (Long Shot), regia di Charles Lamont (1939)
- Star Reporter
- The Hardys Ride High
- La reginetta delle nevi (Winter Carnival), regia di Charles Reisner (1939)
- Joe and Ethel Turp Call on the President, regia di Robert B. Sinclair (1939)
- Irene, regia di Herbert Wilcox (1940)
- Orgoglio e pregiudizio (Pride and Prejudice), regia di Robert Z. Leonard (1940)
- Ritorna se mi ami (Flight Command), regia di Frank Borzage (1940)
- Il processo di Mary Dugan (The Trial of Mary Dugan), regia di Norman Z. McLeod (1941)
- Tutta una vita (Cheers for Miss Bishop), regia di Tay Garnett (1941)
- Fiori nella polvere (Blossoms in the Dust), regia di Mervyn LeRoy (1941)
- Un americano qualunque (Joe Smith, American), regia di Richard Thorpe (1942)
- 7 ragazze innamorate (Seven Sweethearts), regia di Frank Borzage (1942)
- La commedia umana (The Human Comedy), regia di Clarence Brown (1943)
- La parata delle stelle (Thousand Cheer), regia di George Sidney (1943)
- Angeli all'inferno (Cry Havoc), regia di Richard Thorpe (1943)
- L'angelo perduto (Lost Angel), regia di Roy Rowland (1943)
- Nessuno sfuggirà (None Shall Escape), regia di André De Toth (1944)
- Le sorprese dell'amore (Bride By Mistake), regia di Richard Wallace (1944)
- Marisa (Music for Millions), regia di Henry Koster (1944)
- La valle del destino (The Valley of Decision), regia di Tay Garnett (1945)
- Una lettera per Eva (A Letter for Evie), regia di Jules Dassin (1946)
- Sinfonie eterne (Carnegie Hall), regia di Edgar G. Ulmer (1947)
- Una donna distrusse (Smash-Up: The Story of a Woman), regia di Stuart Heisler (1947)
- Schiavo della furia (Raw Deal), regia di Anthony Mann (1949)
- Passo falso (Take One False Step), regia di Chester Erskine (1949)
- Tempo felice (The Happy Time), regia di Richard Fleischer (1952)
- I giganti toccano il cielo (Bombers B-52), regia di Gordon Douglas (1957)
- Innamorati in blue jeans (Blue Denim), regia di Philip Dunne (1959)
- I quattro disperati (The Plunderers), regia di Joseph Pevney (1960)
- E Johnny prese il fucile (Johnny Got His Gun), regia di Dalton Trumbo (1971)
- Chloe's Prayer (2006)

### Televisione
- The 20th Century-Fox Hour – serie TV, episodio 2x11 (1957)
- Climax! – serie TV, episodi 3x32-4x29 (1957-1958)
- Panico (Panic!) – serie TV, episodio 2x05 (1958)
- I detectives (The Detectives) – serie TV, episodio 1x28 (1960)
- The Americans – serie TV, episodio 1x17 (1961)
- Gunsmoke – serie TV, un episodio (1964)
- Ai confini della realtà (The Twilight Zone) – serie TV, episodio 5x21 (1964)
- Ben Casey – serie TV, episodio 4x20 (1965)
- I giorni di Bryan (Run for Your Life) – serie TV, episodio 1x21 (1966)
- Io e i miei tre figli (My Three Sons) – serie TV, episodio 8x13 (1967)
- Una famiglia... si fa per dire (Accidental Family) – serie TV, episodio 1x13 (1967)
- The Outsider – serie TV, episodio 1x03 (1968)
- Giovani avvocati (The Young Lawyers) – serie TV, episodio 1x06 (1970)
- Sulle strade della California (Police Story) – serie TV, 3 episodi (1974-1975)
- La signora in giallo (Murder, She Wrote) – serie TV, episodio 2x10 (1985)
- Star Trek: The Next Generation  – serie TV, episodio 1x16 (1988)

## Doppiatrici italiane
- Rosetta Calavetta in Marisa, Schiavo della furia
- Dhia Cristiani in La valle del destino, Fiori nella polvere
- Renata Marini in Una donna distrusse
- Adriana de Roberto in Orgoglio e pregiudizio (1º ridoppiaggio)
- Franca Dominici in Innamorati in blue jeans
- Lydia Simoneschi in E Johnny prese il fucile
- Isabella Pasanisi in Orgoglio e pregiudizio (2º ridoppiaggio)
- Michetta Farinelli in La signora in giallo